# Сатриано
Сатриано (итал. Satriano) — коммуна в Италии, располагается в регионе Калабрия, подчиняется административному центру Катандзаро.
Население составляет 3061 человек, плотность населения составляет 139 чел./км². Занимает площадь 22 км². Почтовый индекс — 88060. Телефонный код — 0967.
Покровителем коммуны почитается святой Феодор Тирон, празднование 9 ноября.